# Amiota quadrifoliolata
Amiota quadrifoliolata är en tvåvingeart som beskrevs av Chen och Masanori Joseph Toda 2007. Amiota quadrifoliolata ingår i släktet Amiota och familjen daggflugor. Inga underarter finns listade i Catalogue of Life.